# Andreas von Thien

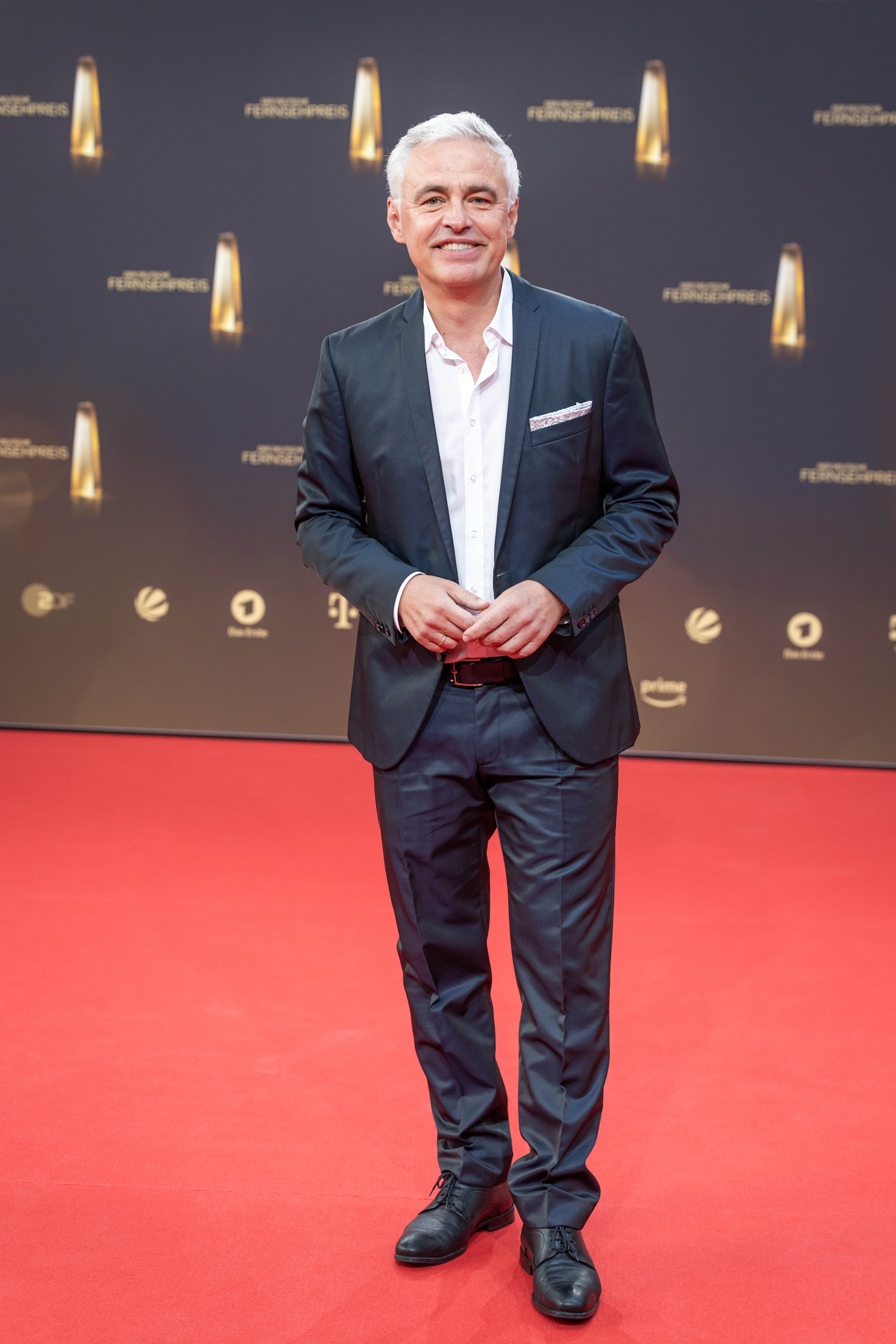
Andreas von Thien beim Deutschen Fernsehpreis 2023

Andreas von Thien (* 14. Februar 1967 in Wismar, DDR) ist ein deutscher Journalist und Fernsehmoderator.

## Leben und Karriere
Andreas von Thien absolvierte ein Studium für Journalismus und ist seit 1990 beim Privatsender RTL in Köln tätig. Dort arbeitet er in der Redaktion Sport. Er ist Kommentator bei Übertragungen von Boxkämpfen und Fachmann für den Bereich Fußball.
Als Stellvertreter für Ulrike von der Groeben moderierte von Thien neben Birgit von Bentzel den Sport in den Wochenendausgaben der Nachrichtensendung RTL aktuell. Seit 08/2024 ist er einer der Hauptmoderatoren von "RTL Aktuell" im Team mit Roberta Bieling. Er präsentiert zudem Veranstaltungen wie Messen oder Galas.
Sein Vater war die Wismarer Box-Legende Friedrich „Fiete“ von Thien (1939–2021). 2010 spielte von Thien im Film Max Schmeling, über das Leben des deutschen Boxers, einen Sportkommentator.
Von Thien lebt mit seiner Frau und seinen drei Kindern in Königsdorf bei Köln.